# Новое телевидение Сибири
НТС («Новое Телевидение Сибири») — обязательный общедоступный муниципальный телеканал Иркутска с собственным ежедневным круглосуточным вещанием. Территория вещания — Иркутск и Иркутская область. Аудитория телеканала в соответствии с лицензией на вещание составляет 2 миллиона 397 тысяч человек. Телеканал входит в состав медиахолдинга НТС.

## История
В июне 2002 года в Иркутске появилась телекомпания «Ангара» — студия для производства передач политической направленности. Вещание открыто в ноябре 2002 года на 6 ТВК под именем «Иркут-ТВ» с сетевым партнёром «ТВС», затем — «ДТВ-Viasat».
Через год, в ноябре 2003 года, телекомпания сменила концепцию и была переименована в «НТС». Тогда вещание стало охватывать помимо Иркутска близлежащие районы — Ангарск, Шелехов, Усолье-Сибирское.
В декабре 2004 года начата трансляция «REN TV». С 12 сентября 2011 года телеканал начал выходить под брендом «РЕН ТВ — Иркутск».
С 1 января 2020 года НТС начал ежедневное собственное круглосуточное вещание.
27 января 2021 года, по итогам заседания Федеральной конкурсной комиссии по телерадиовещанию по выбору муниципальных обязательных общедоступных телеканалов, телеканал НТС получил право вещать на «22 кнопке» в кабельных сетях Иркутска.
- Мобильное интернет-телевидение: телекомпании «НТС» на Региональном ТВ-онлайне в приложении «RUTUBE». С июня 2021 года.
- Мобильное интернет-телевидение: телекомпании «НТС» на ТВ-канале в приложении «Билайн ТВ». С декабря 2021 года.
- Мобильное интернет-телевидение: телекомпании «НТС» на Трансляции ТВ-онлайн в приложении «Телеграм». С апреля 2022 года.

## Передачи
- Информационная программа «Новости по будням» (время выхода — 7.00, 8.00, 11.00, 13.00, 15.00, 17.00, 20.00, 22.30 2.00)
- «Метеоновости» (время выхода — 7.25, 8.25, 11.25, 13.25, 15.25, 17.25, 20.25, 22.55)
- «Музыкальная коллекция НТС»
- «Культурная программа»
- «Живой звук»
- «Лица»

## Вещание по области
Эфирное вещание телеканала НТС производится в 21 населённых пунктах Иркутской области: Алзамай, Ангарск, Байкальск, Бодайбо, Братск, Железногорск-Илимский, Залари, Зима, Иркутск, Куйтун, Нижнеудинск, Покосное, Саянск, Свирск, Слюдянка, Тайшет, Тулун, Усолье-Сибирское, Усть-Илимск, Черемхово, Шелехов.

## Награды
Сотрудники Медиахолдинга НТС являются победителями и лауреатами многочисленных региональных и федеральных конкурсов.
Медиахолдинг НТС стал победителем конкурса «Созвездие РЕН-ТВ — 2011» в номинациях «Лучшая телекомпания сети РЕН-ТВ» и «Лучшая динамика в течение года».